# 周仲士
周仲士（1566年—1625年），號純所（毓所），四川成都府仁壽縣籍陝西西安府耀州三原縣人，明朝政治人物。

## 生平
萬曆十六年（1588年）戊子科四川鄉試舉人。萬曆二十年壬辰科第三甲第九十六名進士。刑部觀政，授南直隶寧國府太平县知县，二十一年調合肥县，保留太平县，二十三年降河東運司经历，二十四年升湖广枝江县知县，二十九年降徐州判官，三十年升襄城知縣，三十一年補順天府儒學教授，三十二年升國子監博士，三十三年仕至刑部主事。

## 家族
曾祖周兆，苑马寺监正；祖周顯，歲貢；父周以庠，舉人、知州。